# Oscar Dickson
Pour les articles homonymes, voir Dickson.
Oscar Dickson ou Oskar Dickson, né le 2 décembre 1823 à Göteborg et mort le 6 juin 1897 à Almnäs, est un industriel, commerçant et philanthrope suédois d'origine écossaise.

## Biographie
Dickson fut le soutien financier d'un certain nombre d'expéditions dans l'Arctique au XIXe siècle. Il a parrainé une  exploration d'Adolf Erik Nordenskiöld (expédition Vega), ainsi qu'une de Fridtjof Nansen (expédition Fram). 
Dickson était un membre de l'Académie royale des sciences de Suède. 

## Hommages
- L'île Dikson en mer de Kara et la ville de Dikson ont été nommées en son honneur ainsi que la Terre de Dickson et le Dicksonfjorden au Spitzberg.